# Ligne 9 du S-Bahn de Berlin
Pour les articles homonymes, voir S9.
La ligne 9 du S-Bahn de Berlin (S-Bahnlinie 9 ou S9) est l'une des seize lignes du réseau S-Bahn de Berlin. D'une longueur de 40,7 km et desservant 28 gares, elle assure les liaisons ouest ↔ est, puis ouest ↔ sud-est dans la capitale allemande. Son terminus ouest se trouve à la gare de Spandau et son terminus sud-est à la gare de l'aéroport de Berlin en passant par la gare de Warschauer Straße.

## Historique
La ligne 9 du S-Bahn de Berlin a plusieurs fois changé de parcours et emprunté des lignes ferroviaires différentes. Alors que la ligne 9 connectait pendant les années 2000 et 2010 la gare de Berlin-Pankow (de) au nord à la gare de Schönefeld au sud, elle rejoint à partir du 10 décembre 2017 la gare de Berlin-Spandau à l'extrême ouest de la ville.
Le parcours actuel correspond à la ligne H des « trains banquiers » (Bankierszüge) qui circulaient dès 1939 entre la gare de Spandau-Ouest (actuelle gare de Berlin-Spandau) et la gare d'Adlershof. L'embranchement de Grünauer Kreuz vers Schönefeld a été ouvert en 1962.
Depuis le 26 octobre 2020, elle effectue son terminus à la gare de l'aéroport de Berlin.

## Liste des gares
En partant de l'extrémité sud-est de la ligne 9 : 
| PK   |  |   |  | Gare                                                                                   | Zone tarifaire | Quartier berlinois/ Commune brandebourgeoise | Correspondances,                                                                                  | Ligne ferroviaire         |
| ---- |  | - |  | -------------------------------------------------------------------------------------- | -------------- | -------------------------------------------- | ------------------------------------------------------------------------------------------------- | ------------------------- |
| 0,0  |  | o |  | Aéroport de Berlin (Flughafen BER)                                                     | C              | Schönefeld                                   |                                                                                                   | Grünauer Kreuz—Schönefeld |
|      |  | o |  | Waßmannsdorf                                                                           | C              | Schönefeld                                   |                                                                                                   | Grünauer Kreuz—Schönefeld |
| 1,9  |  | o |  | Aéroport de Berlin - Terminal 5 (Schönefeld) (Flughafen BER – Terminal 5 (Schönefeld)) | C              | Schönefeld                                   |                                                                                                   | Grünauer Kreuz—Schönefeld |
| 4,1  |  | o |  | Grünbergallee                                                                          | B              | Altglienicke                                 |                                                                                                   | Grünauer Kreuz—Schönefeld |
| 25,7 |  | o |  | Altglienicke                                                                           | B              | Altglienicke                                 |                                                                                                   | Grünauer Kreuz—Schönefeld |
| 21,4 |  | o |  | Adlershof                                                                              | B              | Adlershof                                    |                                                                                                   | Berlin—Görlitz            |
| 19,6 |  | o |  | Dépôt de Schöneweide                                                                   | B              | Niederschöneweide                            |                                                                                                   | Berlin—Görlitz            |
| 18,2 |  | o |  | Schöneweide                                                                            | B              | Niederschöneweide                            |                                                                                                   | Berlin—Görlitz            |
| 16,3 |  | o |  | Baumschulenweg                                                                         | B              | Baumschulenweg                               |                                                                                                   | Berlin—Görlitz            |
| 14,6 |  | o |  | Plänterwald                                                                            | B              | Plänterwald                                  |                                                                                                   | Berlin—Görlitz            |
| 12,3 |  | o |  | Treptower Park                                                                         | A              | Alt-Treptow                                  |                                                                                                   | Berlin—Görlitz            |
| 22,7 |  | o |  | Warschauer Straße                                                                      | A              | Friedrichshain                               | Tramway de Berlin · Tramway de Berlin                                                             | Berlin—Görlitz            |
| 23,7 |  | o |  | Gare de l'Est (Ostbahnhof)                                                             | A              | Friedrichshain                               |                                                                                                   | Stadtbahn                 |
| 36,9 |  | o |  | Jannowitzbrücke                                                                        | A              | Mitte                                        |                                                                                                   | Stadtbahn                 |
| 38,0 |  | o |  | Alexanderplatz                                                                         | A              | Mitte                                        | Tramway de Berlin · Tramway de Berlin · Tramway de Berlin · Tramway de Berlin                     | Stadtbahn                 |
| 17,1 |  | o |  | Hackescher Markt                                                                       | A              | Mitte                                        | Tramway de Berlin · Tramway de Berlin · Tramway de Berlin · Tramway de Berlin · Tramway de Berlin | Stadtbahn                 |
| 39,8 |  | o |  | Friedrichstraße                                                                        | A              | Mitte                                        | Tramway de Berlin · Tramway de Berlin                                                             | Stadtbahn                 |
| 41,2 |  | o |  | Gare centrale (Hauptbahnhof)                                                           | A              | Moabit                                       | Tramway de Berlin                                                                                 | Stadtbahn                 |
| 43,0 |  | o |  | Bellevue                                                                               | A              | Hansaviertel                                 |                                                                                                   | Stadtbahn                 |
| 44,1 |  | o |  | Tiergarten                                                                             | A              | Hansaviertel                                 |                                                                                                   | Stadtbahn                 |
| 45,0 |  | o |  | Zoologischer Garten                                                                    | A              | Charlottenbourg                              |                                                                                                   | Stadtbahn                 |
| 46,0 |  | o |  | Savignyplatz (de)                                                                      | A              | Charlottenbourg                              |                                                                                                   | Stadtbahn                 |
| 47,0 |  | o |  | Charlottenbourg (Charlottenburg)                                                       | A              | Charlottenbourg                              |                                                                                                   | Stadtbahn                 |
| 48,4 |  | o |  | Westkreuz                                                                              | A              | Charlottenbourg                              |                                                                                                   | Westkreuz-Spandau         |
| 49,5 |  | • |  | Messe Süd Eichkamp                                                                     | B              | Westend                                      |                                                                                                   | Westkreuz-Spandau         |
| 50,7 |  | o |  | Heerstraße                                                                             | B              | Westend                                      |                                                                                                   | Westkreuz-Spandau         |
| 52,1 |  | o |  | Olympiastadion                                                                         | B              | Westend                                      |                                                                                                   | Westkreuz-Spandau         |
| 53,2 |  | o |  | Pichelsberg                                                                            | B              | Westend                                      |                                                                                                   | Westkreuz-Spandau         |
| 56,5 |  | o |  | Stresow (de)                                                                           | B              | Spandau                                      |                                                                                                   | Westkreuz-Spandau         |
| 57,4 |  | o |  | Spandau                                                                                | B              | Spandau                                      |                                                                                                   | Westkreuz-Spandau         |